# Basílica de la Madre de Dios de Valdeflores
La basílica de la Madre de Dios de Valdeflores (en catalán basílica de la Mare de Déu de Valldeflors) es de origen románico. Se encuentra en el municipio de Tremp, en el Pallars Jussá, provincia de Lérida. Es también patrono de la parroquia, y de la ciudad, san Bonifacio, mártir, cuya reliquia se venera en la colegiata de Tremp.

## Historia
La historia de esta iglesia está muy unida a la misma historia de Tremp, dado que la ciudad nació a partir de donaciones hechas en la iglesia canónica en el momento de la reconstrucción del templo tras las incursiones árabes por el Pallars Jussá en el siglo XI. La primera constancia documental de la iglesia de Santa Maria de Valldeflors, en Tremp (provincia de Lérida, España) data del año 718, cuando una invasión sarracena arrasó toda la población. Más tarde, el emperador Carlomagno ordenó su reconstrucción en el año 787 como colegiata. Las razzias de los años 822 y 1040 la volvieron a asolar. Después de las donaciones hechas por los condes de Pallars Jussá en los años 1079, fueron múltiples las que fueron llegando a la canónica de diferentes señores pallareses, que fueron dotando a la canónica de posesiones en muchos lugares de la comarca. Al mismo tiempo los condes de Pallars Jussá iban ampliando también las posesiones de Santa María. La población de Tremp, con estas ayudas, fue formando un territorio autónomo dentro del término de Talarn, lo que justifica su peculiar composición geográfica.
A partir del 1090 consta una comunidad de monjes rigiendo esta iglesia, por lo que obtuvo el título de canónica. La jerarquía subsistió más allá de la desaparición de la comunidad (en el siglo XVIII se llegan a documentar 24 miembros), de modo que Santa María de Tremp ha sido siempre cabeza de una demarcación territorial eclesiástica, primero en la figura de Decanato de Tremp, más tarde en el arcedianato de Pallars (del 1299 en adelante), aunque más tarde como Archidiócesis de Tremp, y actualmente como Archidiócesis de Pallars Jussá. Se sabe que la parroquia estuvo regida por un canónigo al menos hasta el 1852.
La obra es básicamente del siglo XVII, construida entre 1638 y 1647, y con un campanario construido en 1909, quedan restos del románico en la fachada de mediodía, donde el arco exterior de la puerta adornado con una bola en cada sillar no ha sido desgastado por el tiempo. Del claustro de la antigua canónica agustiniana se conservan seis capiteles en el Museo Diocesano de Urgel desde 1957 y al menos uno más en el mismo templo. La obra fue proyectada y dirigida por el maestro de obras Claudi Casals, natural de Barcelona, y en 1642 se consagró, aunque la bóveda no se acabó hasta 1659. La iglesia es uno de los ejemplos de la implantación del gótico tardío que incorpora los elementos decorativos y constructivos renacentistas y barrocos, tiene planta basilical con cinco tramos, capillas laterales y un único ábside cubierto con bóveda de crucero, y presenta, aún hoy, todas las líneas tipológicas de este estilo arquitectónico. Destacan como elementos más relevantes el trazado de su planta y el campanario. Éste presenta una sucesión de planta cuadrada a octogonal coronada por una estructura de hierro forjado donde se conservan las campanas del siglo XVII. La iglesia cuenta con un interesante órgano barroco restaurado a principios del siglo XX por el Dr Pearson.
La iglesia de Santa María de Valldeflors de Tremp ha sido declarada bien cultural de interés nacional en la categoría de monumento histórico, por acuerdo del Gobierno de la Generalidad de Cataluña que publica el DOGC del 29 de diciembre de 2006.